# Seitenschweidnitz

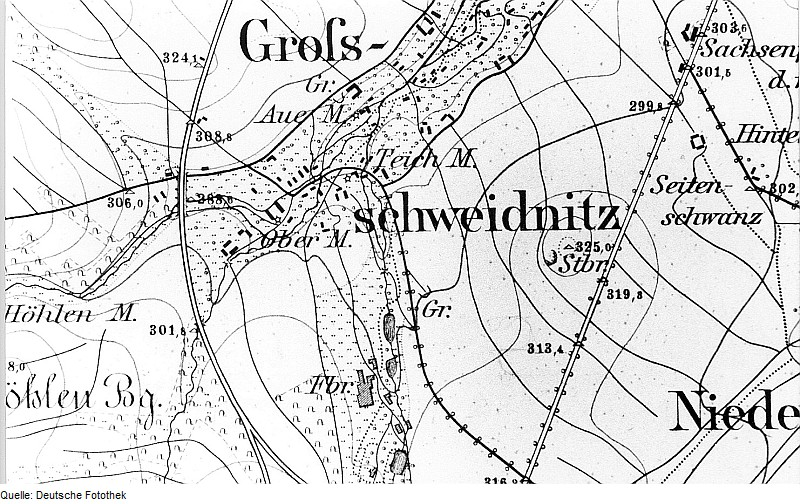
Kartenausschnitt von Großschweidnitz mit dem Seitenschwanz am rechten Kartenrand von 1883

Seitenschweidnitz ist eine Siedlung innerhalb der Sächsischen Gemeinde Großschweidnitz im Landkreis Görlitz. Sie wird im Volksmund auch als Seitenschwanz bezeichnet.

## Geografie
Seitenschweidnitz liegt an dem südöstlichen Rand der Gemeinde Großschweidnitz, direkt an der Grenze der Gemarkungen der Ortsteile Groß- und Kleinschweidnitz. Die Siedlung schließt sich dabei fließend an Niedercunnersdorf an. Durch sie führt die Verbindungsstraße zwischen Niedercunnersdorf und dem Sachsenfreund in Großschweidnitz sowie der Verbindungsweg Langer Steg Richtung Kleinschweidnitz.

## Allgemeines
Seitenschweidnitz wird offiziell nicht als Ortsteil der Gemeinde Großschweidnitz geführt, ist aber seit mehreren hundert Jahren als Ortsteil beziehungsweise Ansiedlung bekannt. Dies lässt sich anhand alter Land- und Ansichtskarten belegen. Kulturelles Zentrum war die Restauration Lindengarten, welche als Wirtshaus um die Zeit der ersten Hälfte des 20. Jahrhunderts belegt ist. Das Haus ist im Jahre 2000 wegen Baufälligkeit abgerissen worden.
Im Volksmund bzw. Mundart wird Seitenschweidnitz auch als Seid[t]nschweenz, neuzeitlicher oft als Seitenschwanz, bezeichnet. Bei Seitenschwanz handelt sich um eine Volksetymologische Anlehnung des mundartlichen Wortes Seitnschweenz (Großschweidnitz in Oberlausitzer Mundart = Schweenz) an den gleichnamigen Singvogel. Grund hierfür ist wohl die ähnlich klingende Form sowie die Ortslage am Rand des Ortes, dem sinngemäßen "Schwanz". So wurde wohl aus dem Ortsnsnamen "Seitenschweenz" die eigentlich sinngemäß doppelte Bezeichnung "Seitenschwanz".
Heute besteht die Siedlung nur noch aus einer Hand voll Wohn- und Wirtschaftshäusern.